# 4-es busz (Balassagyarmat)
A balassagyarmati 4-es jelzésű autóbusz a Kenessey Albert Kórház és Bremas Kft. között közlekedik munkanapokon. A járat a városi önkormányzat megrendelésére a MÁV Személyszállítási Zrt. üzemelteti.

## Története
A 2015-ös menetrend alapján a járat A Kenessesy Albert Kórház, illetve az Autóbusz-állomás és a Kábelgyár között közlekedett. Ez utóbbin a 2025. március 15.-től érvényes menetren szerint a 4A busz közlekedik

## Útvonala
| Bremas Kft. felé | Kenessey Albert Kórház felé |
| --- | --- |
| Kenessey Albert Kórház – Rákóczi fejedelem út – Civitas Fortissima tér – Rákóczi fejedelem út – Kóvári út – Ipari park – Kábelgyár – Déli elkerülő – Bremas Kft. | Bremas Kft. – Déli elkerülő – Kábelgyár – Ipari park – Kóvári út – Rákóczi fejedelem út – Civitas Fortissima tér – Rákóczi fejedelem út – Kenessey Albert Kórház |

## Megállóhelyei
| 4 (Kenessey Albert Kórház-Bremas Kft.) |                                   |          |                               | |
| Perc (↓)                               | Megállóhely                       | Perc (↑) | Átszállási kapcsolatok        | Létesítmények |
| 0                                      | Kenessey Albert Kórház végállomás | 10       | 1A, 6, 6A, 7, 8               | Dr. Kenessey Albert Kórház-Rendelőintézet |
| 1                                      | Arany János utca                  | 9        | 1A, 6, 6A, 7, 8               | Nyitnikék Óvoda |
| 2                                      | Dózsa György utca                 | 8        | 1A, 6, 6A, 7, 8, 8A           | |
| 3                                      | Hunyadi utca                      | 7        | 1, 5, 5A, 6, 6B, 6c, 7, 7A, 8 | Mikszáth Kálmán Művelődési Központ, Salgótarjáni Szakképzési Centrum Szent-Györgyi Albert Gimnáziuma, Szakgimnáziuma és Szakközépiskolája, piac, SPAR áruház, OTP Bank |
| 4                                      | Civitas Fortissima tér            | 6        | 1, 5, 5A, 6, 6B, 6C, 7, 8     | Városháza, Vármegyeháza, Jánossy Képtár |
| 5                                      | Malom                             | 5        | 5, 5A, 6B, 6C, 7, 8           | |
| 6                                      | Strand                            | 4        | 1B, 5A, 6B, 6C, 8, 8A         | Nagyligeti Sporttelep, Közép-Duna-völgyi Vízügyi Igazgatóság, Balassagyarmati Strandfürdő                                                                              |
| 7                                      | Fémipari Vállalat                 | 3        | 5A, 6A                        | |
| 8                                      | Kábelgyár                         | 2        | 4A, 5A, 6A, 6B                | Prysmian Kábelgyár, Delta-Tech Mérnöki Iroda |
| 10                                     | Bremas Kft. végállomás            | 0        | 4A, 6A                        | Bremas Kft |

## Külső hivatkozások
- A Nógrád Volán weboldala. [2014. december 30-i dátummal az eredetiből archiválva].
- Valósidejű utastájékoztatás. Nógrád Volán. [2018. augusztus 21-i dátummal az eredetiből archiválva]. (Hozzáférés: 2016. október 9.)